# Strongstry
Strongstry – osada w Anglii, w hrabstwie Lancashire, w dystrykcie Rossendale. Leży 23 km na północ od miasta Manchester i 282 km na północny zachód od Londynu.